# John Janisch
John Albert Janisch (15 marzo 1920 – West Branch, 29 agosto 1992) è stato un cestista statunitense, professionista nella BAA e nella NBL.